# Schistura bolavenensis
Schistura bolavenensis és una espècie de peix de la família dels balitòrids i de l'ordre dels cipriniformes.

## Morfologia
Els mascles poden assolir els 8,8 cm de longitud total.

## Alimentació
Menja insectes.

## Distribució geogràfica
Es troba als afluents dels rius Xe Kong i Xe Don (conca del riu Mekong a Laos).

## Amenaces
Les seues principals amenaces són la construcció de preses i la degradació del seu hàbitat per la possible futura extracció de bauxita a la zona.